# The Wilson

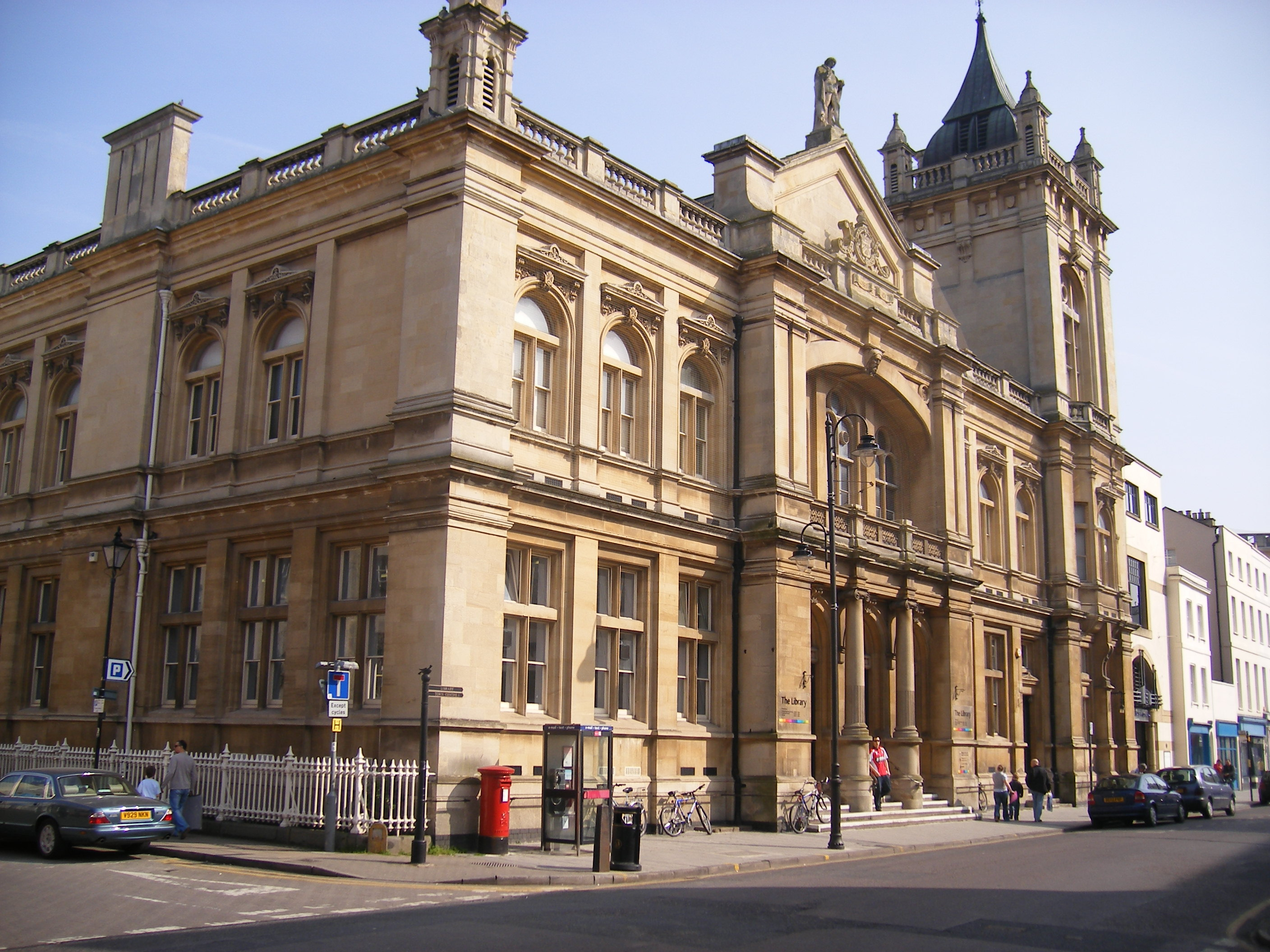

The Wilson is een museum in het Engelse Cheltenham. Het werd geopend in 1899 en is gratis te bezoeken. Tot 2013 heette het Cheltenham Art Gallery and Museum maar na renovatie en uitbreiding werd het vernoemd naar poolreiziger Edward Wilson uit Cheltenham. Het museum staat vooral bekend om de kunstcollectie van de Arts-and-craftsbeweging.